# Onze-Lieve-Vrouw Sint-Pieterskerk
De Onze-Lieve-Vrouw Sint-Pieterskerk in Gent op het Sint-Pietersplein is een barokkerk gelegen naast de Sint-Pietersabdij.

## Naam

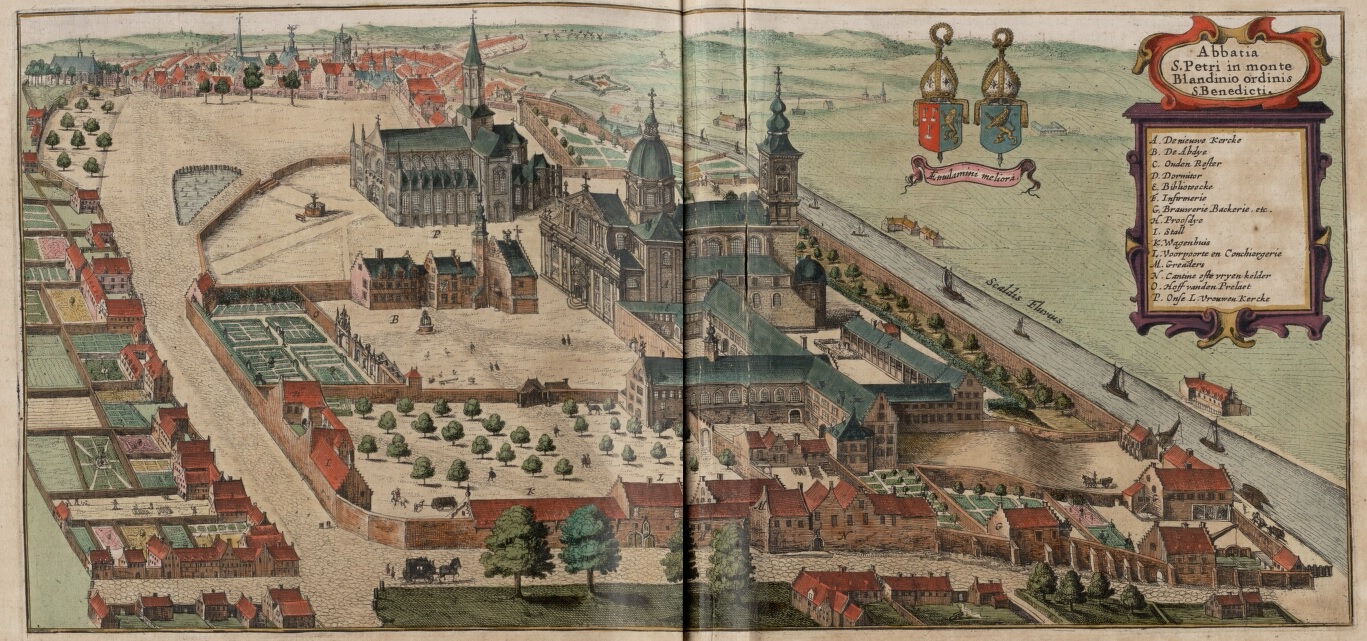
Gent in de 17e eeuw (Flandria illustrata) met de Sint-Pieterskerk en de Onze-Lieve-Vrouwekerk

Oorspronkelijk heette de kerk Sint-Pieterskerk, als kerk van de Sint-Pietersabdij. In de onmiddellijke nabijheid lag de Onze-Lieve-Vrouwekerk. Deze laatst werd tijdens de Franse bezetting gesloopt in 1799 om plaats te maken voor wat nu het Sint-Pietersplein is. Sindsdien heeft de Sint-Pieterskerk de benaming Onze-Lieve-Vrouwekerk van deze verwoeste kerk overgenomen en heet nu Onze-Lieve-Vrouw Sint-Pieterskerk. Naast de kerk ligt de Tweekerkenstraat (die verwijst naar zowel de kerk van de Sint-Pietersabdij als naar de Onze-Lieve-Vrouwekerk).

## Geschiedenis

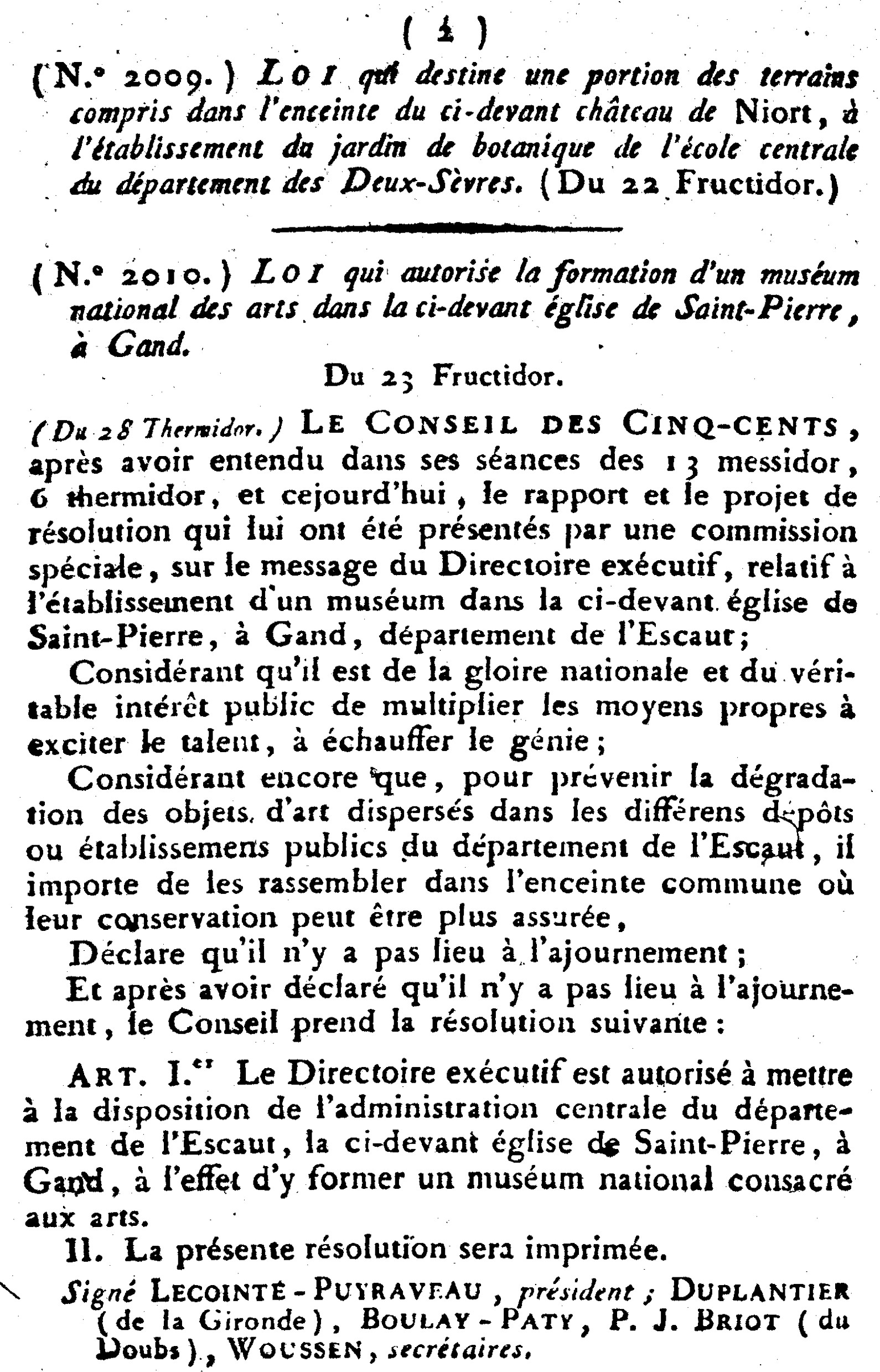
Franse Wettekst betreffende de herbestemming St. Pieters tot Museum

De huidige kerk werd gebouwd op de fundamenten van een vroegere romaanse abdijkerk die op het einde van de 16de eeuw tijdens de godsdienstonrusten werd verwoest. De eerste steen van de huidige kerk werd gelegd door bisschop Antonius Triest in 1629. De kerk werd vervolgens van 1629 tot 1649 gebouwd. Een uitbreiding volgde in de vroege 18de eeuw. Tijdens de Franse bezetting werd ze als opslagplaats gebruikt om vanaf 1810 terug dienst te doen als kerk.

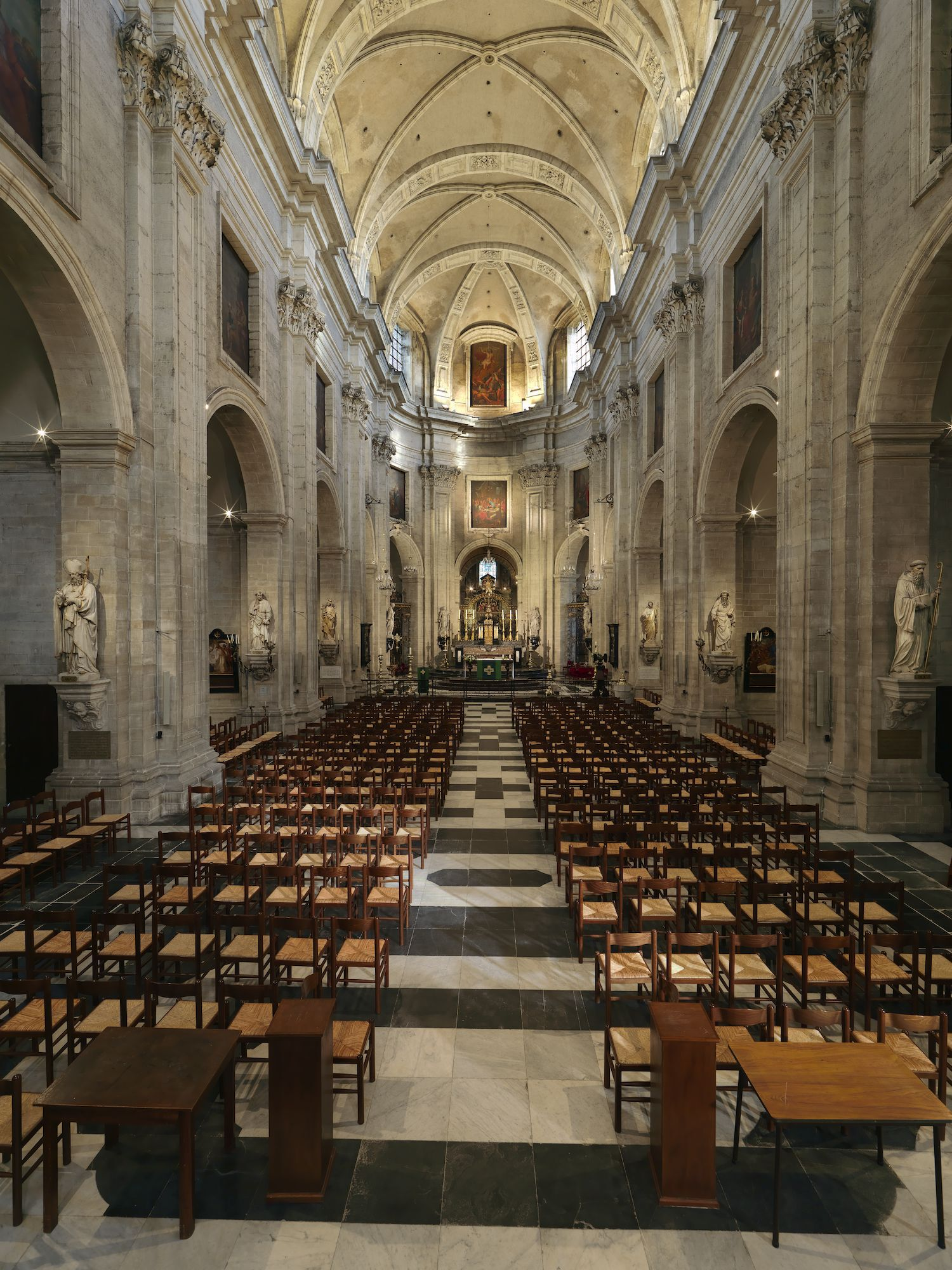
Middenschip van Pieter Huyssens (architect)

## Begraafplaats
De kerk is de begraafplaats van vijf graven van Vlaanderen:
1. Boudewijn I
2. Boudewijn II
3. Arnulf I
4. Arnulf II
5. Boudewijn IV

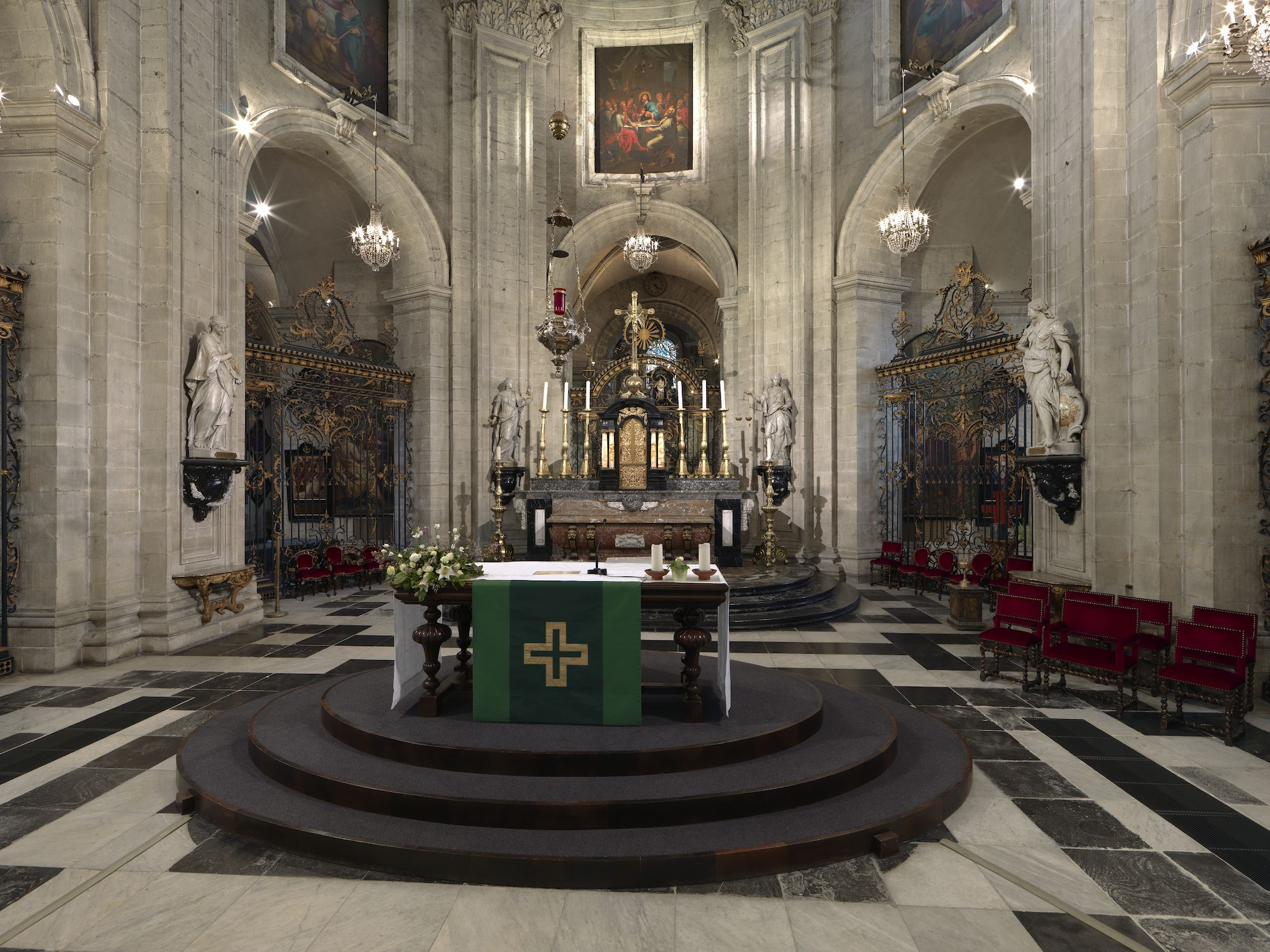
Hoofdaltaar van Valentin Vaerwyck, Oscar Sinia, Guillelmus De Reuck
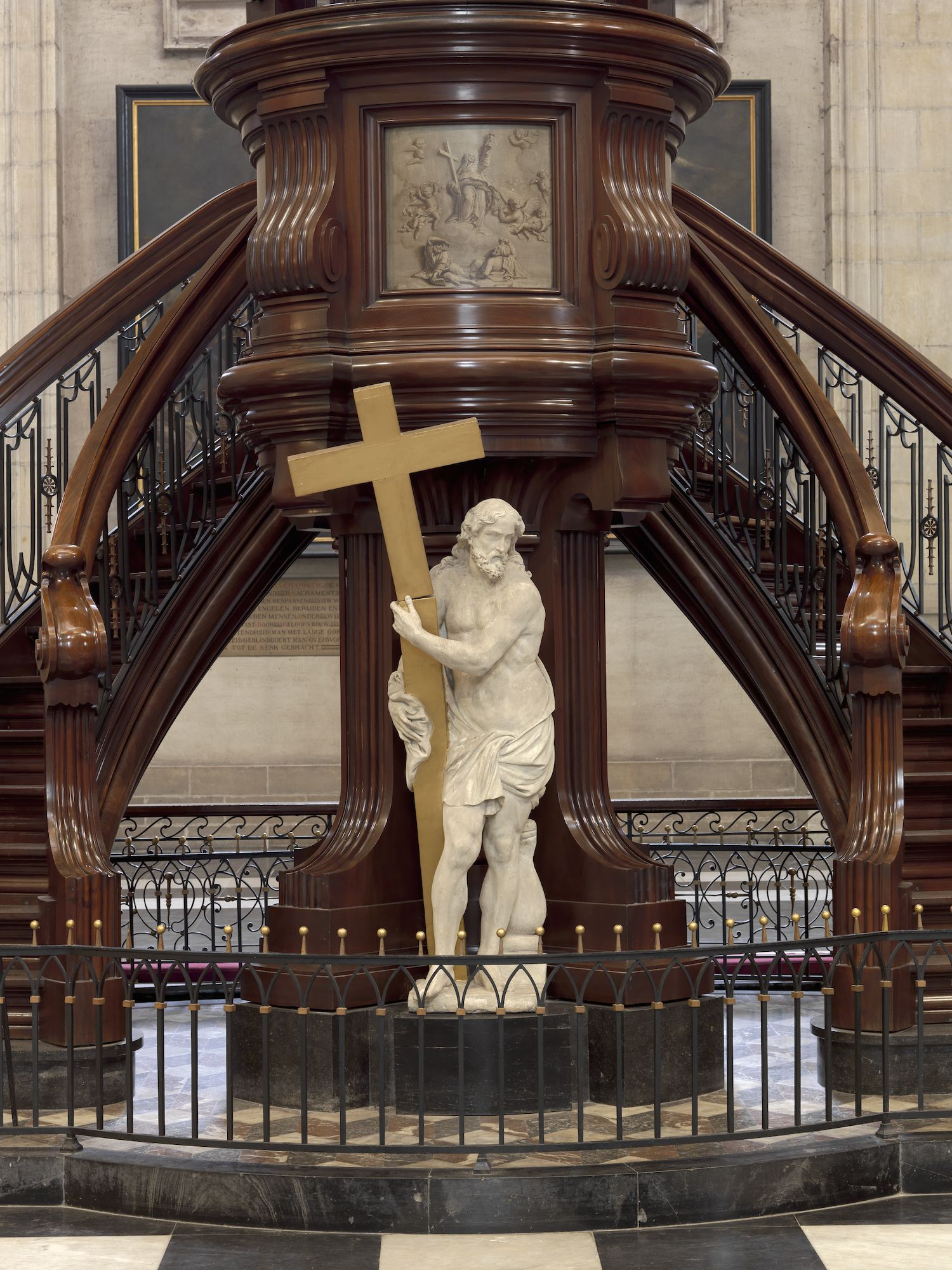
Binnenzicht kerk
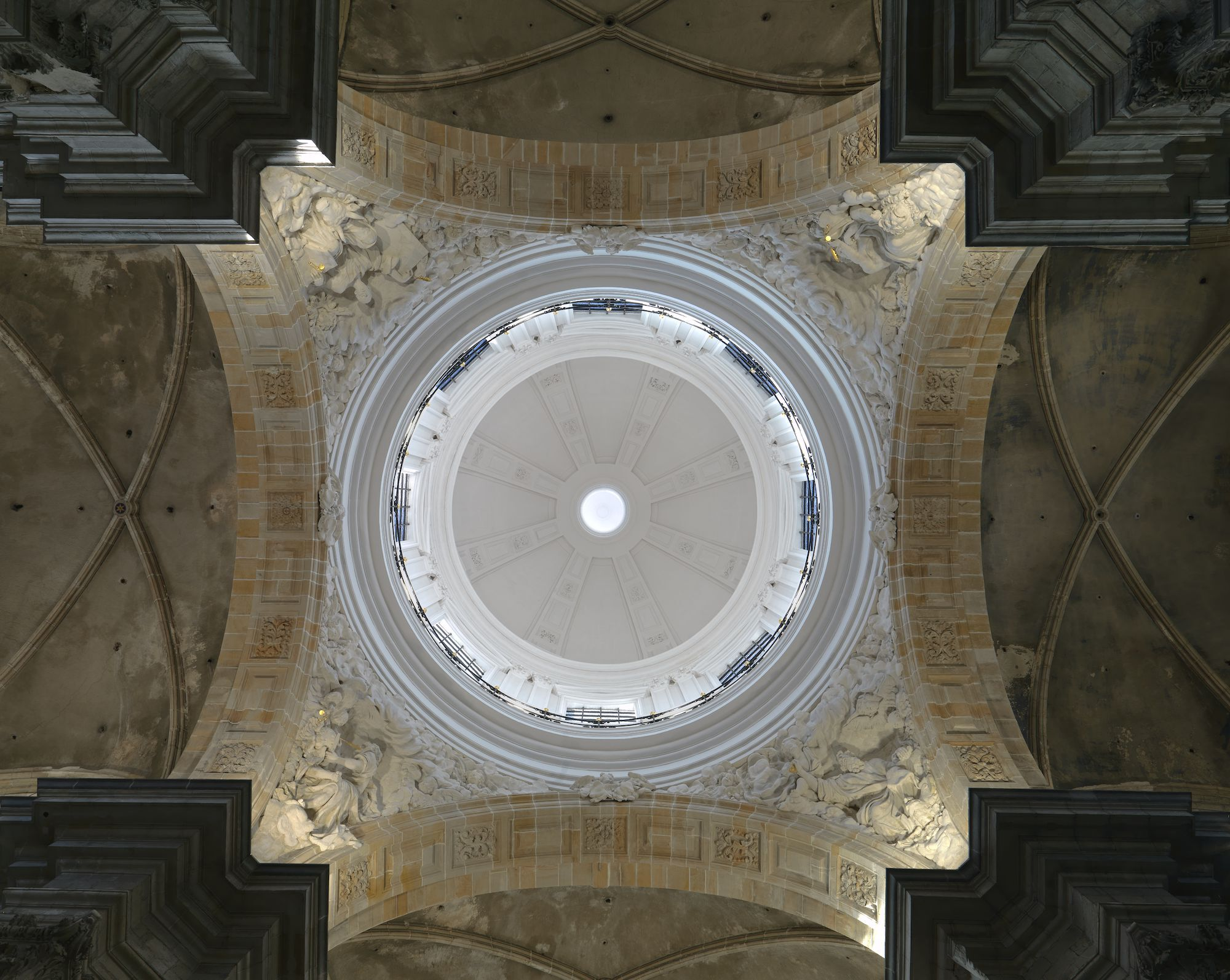
Pendentiefkoepel
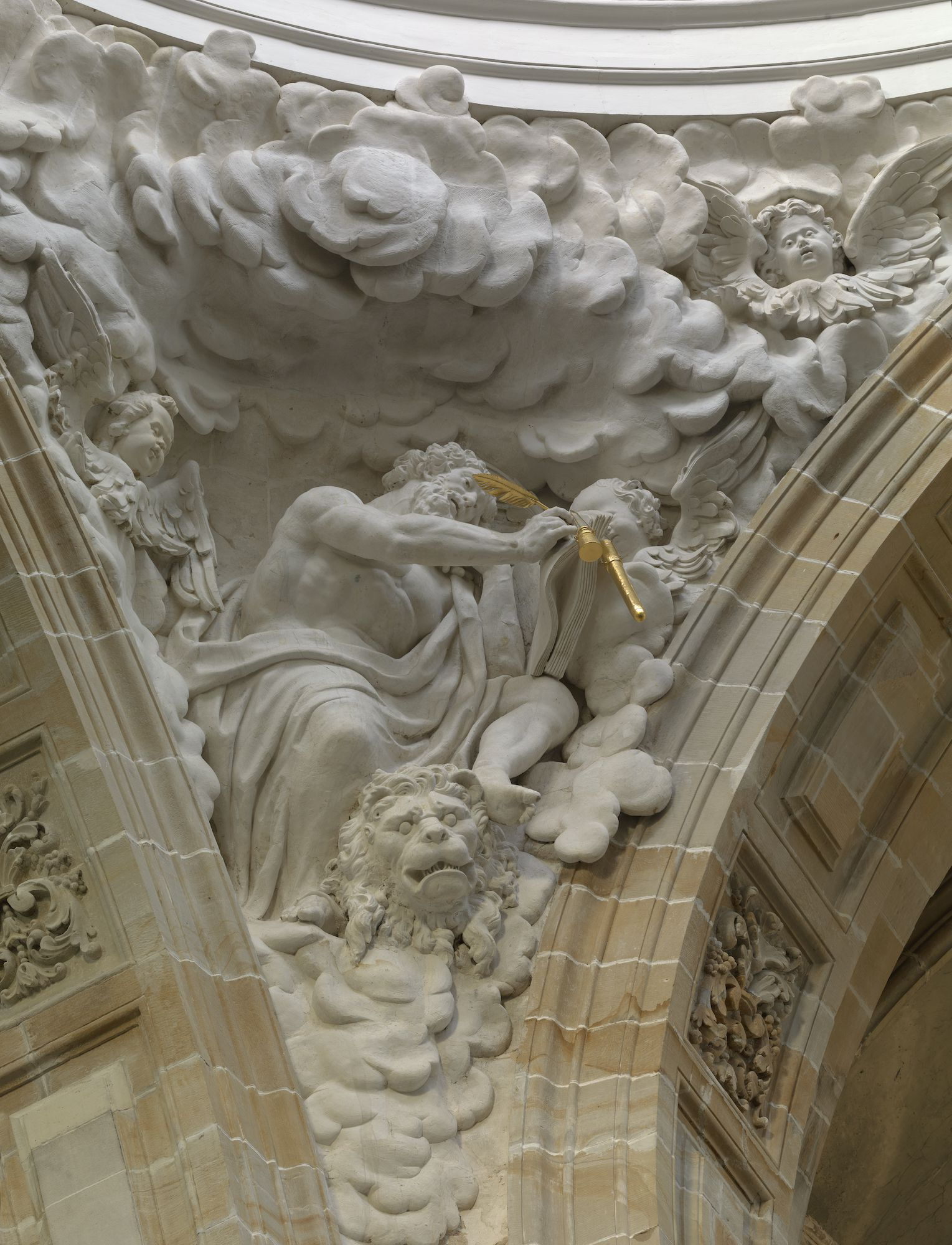
Pendentiefkoepel
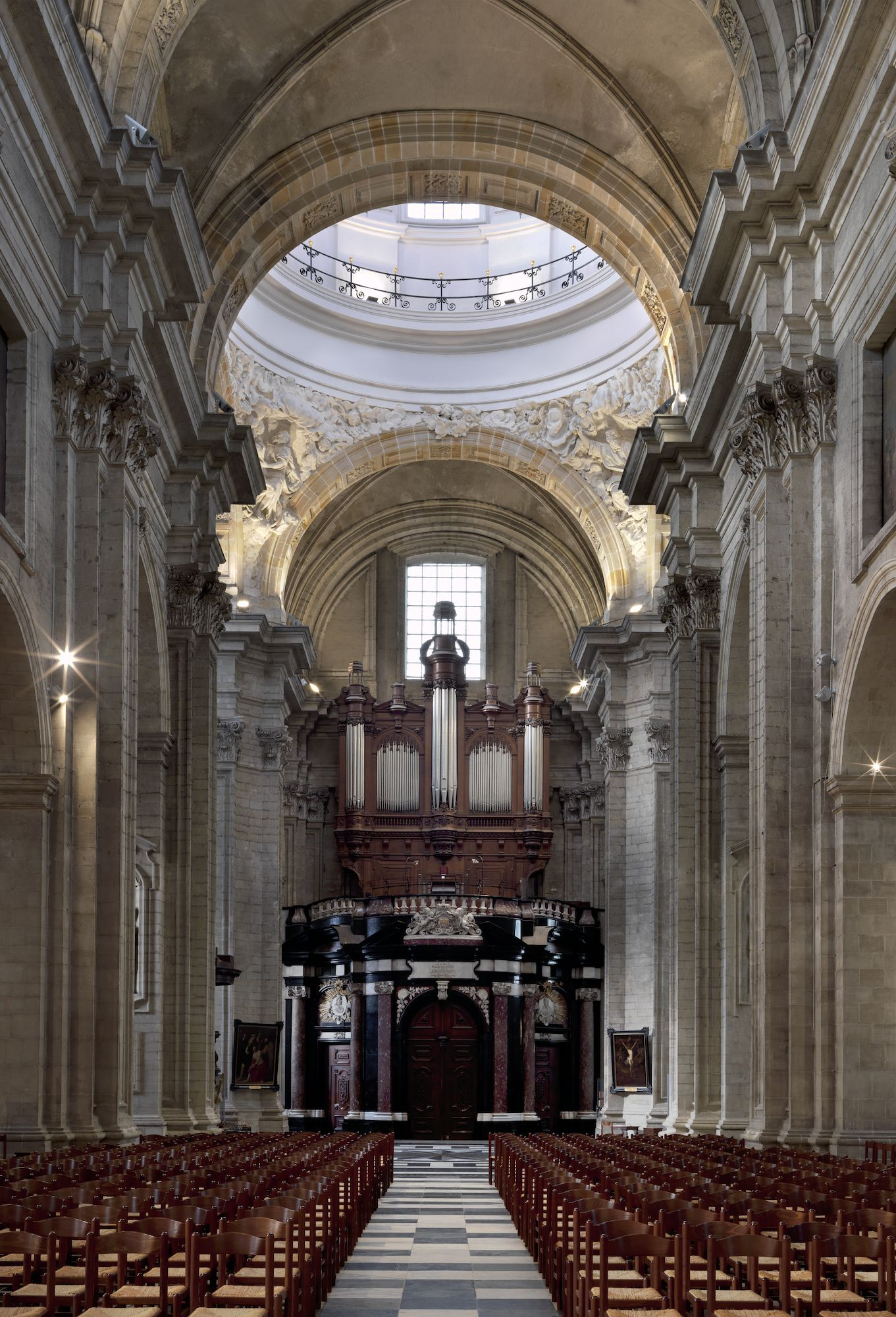
Binnenzicht kerk
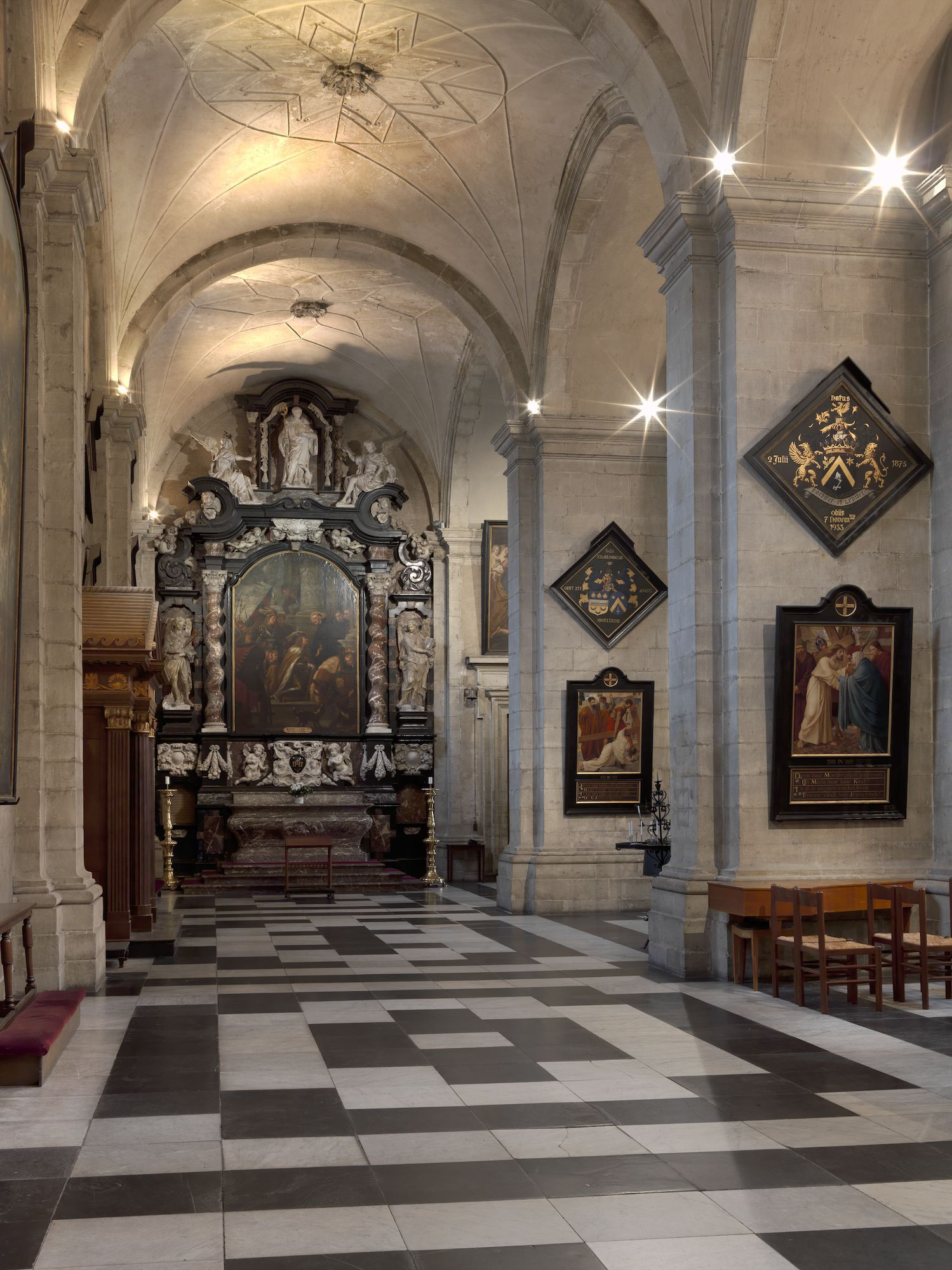
Binnenzicht kerk